# Jörg Keller (Vulkanologe)
Jörg Keller (* 29. Oktober 1938 in Freiburg im Breisgau) ist ein deutscher Petrologe, Mineraloge, Geochemiker und Vulkanologe.

## Leben
Jörg Keller studierte an der Universität Freiburg und wurde dort 1966 promoviert (wofür er den Gödecke Forschungspreis der Universität erhielt) und 1972 habilitiert. Thema seiner Dissertation war Die Geologie der Insel Salina. Er wurde in Freiburg Professor und war 1983 bis 1987 Prorektor für Forschung. 
Er befasst sich besonders mit Vulkanismus im Mittelmeerraum (u. a. Sizilien und Liparische Inseln wie Stromboli und Lipari, Auswirkungen Santorin-Ausbruch, Türkei), am Oberrheingraben, Indonesien (Merapi (Java)) und Karbonatit-Vulkanismus, speziell dem Ol Doinyo Lengai in Tansania, dem einzigen aktiven Vulkan mit Karbonatitlava. Er nahm an Expeditionen des Forschungsschiffs Meteor im Mittelmeer teil. Von ihm stammt eine geologische Karte der Insel Salina (Catania 1970) und von Vulcano (Catania 1972).
1987 erhielt er die Universitätsmedaille der Universität Freiburg.
Er gab 1993 die Übersetzung von Maurice Krafft Vulkane – Feuer der Erde heraus.
Er ist Mitherausgeber von Mineralogy and Petrology (1980 bis 2000), Acta Vulcanologica (1994–2004), Bulletin of Volcanology (1975 bis 1985) und des Journal of Volcanology and Geothermal Research (seit 2001).
Er ist der Bruder des Mediävisten Hagen Keller.

## Schriften (Auswahl)
- Zur Vulkanologie des Burkheim-Sponeck-Gebietes im westlichen Kaiserstuhl. In: Berichte der Naturforschenden Gesellschaft zu Freiburg. Band 54, 1964, S. 107–130 (zobodat.at [PDF; 4,3 MB; abgerufen am 24. April 2023]).
- Alter und Abfolge der vulkanischen Ereignisse auf den Äolischen Inseln. In: Berichte der Naturforschenden Gesellschaft zu Freiburg. Band 57, 1967, S. 33–67 (zobodat.at [PDF; 2,2 MB; abgerufen am 24. April 2023]).
- mit J. Honnorez: Xenolithe in vulkanischen Gesteinen der Äolischen Inseln. In: Geologische Rundschau, Band 57, 1968, S. 719–736.
- Die historischen Eruptionen von Vulcano und Lipari. In: Zeitschrift der deutschen Geologischen Gesellschaft, Band 121, 1970, S. 179–185.
- The major volcanic events in recent Mediterranean volcanism and their bearing on the problem of Santorini ash-layers. In: Acta 1st Internat. Sci. Congress on the Volcano of Thera, Athen 1971, S. 152–169.
- mit D. Ninkovich: Tephra-Lagen in der Ägäis. In: Zeitschrift der deutschen Geologischen Gesellschaft, Band 123, 1972, S. 579–587.
- mit D. Jung: Der junge Vulkanismus Zentralanatoliens. In:  Zeitschrift der deutschen Geologischen Gesellschaft, Band 123, 1972, S. 503–512.
- mit K. Bell (Hrsg.): Carbonatite Volcanism: Oldoinyo Lengai and the petrogenesis of natrocarbonatites, IAVCEI Proceedings in Volcanology, Springer 1995
- mit P. Manetti (Hrsg.): The island of Stromboli: Volcanic history and magmatic evolution, Acta Vulcanologia, Nr. 3, 1993 (mit geologischer Karte 1:10.000)
- mit R. Gertisser, S. J. Charbonnier, V. R. Troll, K. Preece, J. P. Chadwick, J. Barclay, R. A. Herd: Merapi (Java, Indonesia): anatomy of a killer volcano. In: Geology Today, Band 27, Heft 2, 2011, S. 57–62